# Maria Anna av Savojen
Maria Anna av Savojen, född 19 september 1803 i Rom, död 4 maj 1884 i Prag, var österrikisk kejsarinna mellan 1835 och 1848, samt drottning av Ungern och Böhmen. Hon var gift med kejsar Ferdinand I av Österrike. 

## Biografi

### Tidigt liv
Maria Anna föddes som dotter till kung Viktor Emanuel I av Sardinien och Maria Teresa av Modena och döptes av påven. Hon tillbringade barndomen på Sardinien, dit föräldrarna hade flytt undan Napoleon. Familjen återvände 1814 till Savojen. Fadern abdikerade från tronen 1821, och familjen levde därefter i provinserna.  

### Giftermål
Hon gifte sig med den blivande Ferdinand I av Österrike, kung av Ungern och tronföljare i Österrike, den 27 februari 1831 i Wien.
Hon hade valts ut till äktenskapet av sin svärfar. Äktenskapet blev barnlöst: troligen blev det aldrig ens fullbordat. Med åren skulle dock makarna komma utveckla en nära vänskap till varandra som varade livet ut. Maria Anna och hennes mor arrangerade år 1832 tillsammans ett statusfyllt äktenskap åt hennes syster, Maria Christina av Savojen. 

### Kejsarinna
År 1835 kröntes maken till Österrikes kejsare och hon till kejsarinna. De kröntes till kung och drottning av Böhmen i Prag 1836, och till kung och drottning av Lombardiet och Venetien i Milano 1838. Ferdinand var handikappad och mentalt efterbliven, och regeringen sköttes därför av Klemens von Metternich. Maria Anna saknade maktpolitisk ambition och kom därför aldrig att spela någon politisk roll. Eftersom hon inte fick några barn hade hon heller ingen maktposition att agera från: hennes svägerska Sofia av Bayern kom i stället att skaffa sig en politisk roll på hennes bekostnad. Som kejsarinna var Maria Anna populär och fick flera musikstycken dedicerade till sig och gator namngivna efter sig.       

### Senare liv
Under oroligheterna år 1848 flydde hon tillsammans med maken två gånger från Wien. Slutligen tvingades maken abdikera. Hon gavs därefter titeln Kejsarinna Maria Anna i stället för Kejsarinna Maria Anna av Österrike. Hon och maken fortsatte att leva tillsammans och tillbringade mesta tiden i Prag, där de båda avled.